# گیاه‌پارچ پشمالو
گیاه‌پارچ پشمالو (نام علمی: Nepenthes hirsuta)، یک گونه از سرده گیاه‌پارچ‌ها و بومی بورنئو است. نام گیاه از لاتین "hirsūtus" به معنی "مودار، پرمو") گرفته شده است. مشخصه آن یک توده کرک قهوه‌ای ضخیم است که حتی روی گل‌آذین نیز وجود دارد. پارچ‌ها عمدتاً سبز رنگ هستند و برخی دارای لکه‌های قرمز در سطوح داخلی هستند. گیاه‌پارچ پشمالو در ارتفاع ۲۰۰ تا ۱۱۰۰ متری رشد می‌کند. این گیاه در طیف وسیعی از زیستگاه‌ها از جمله جنگل کرانگاس (Kerangas forest)، کرانه‌های خزه‌ای در جنگل‌های کوهستانی پایین، مناطق باز و پوشش گیاهی آشفته در پشته‌های پایین‌تر وجود دارد. بیشتر روی بسترهای ماسه سنگی رشد می‌کند.

## طبقه‌بندی
گیاه‌پارچ پشمالو بیشتر به گیاه‌پارچ مویچه و گیاه‌پارچ بزرگ‌هموند مرتبط است. گیاه‌شناسان متیو جب (Matthew Jebb) و مارتین چیک (Martin Cheek) پیشنهاد می‌کنند که گیاه‌پارچ پشمالو نیز به گیاه‌پارچ فیلیپینی، گونه‌ای بومی پالاوان در فیلیپین مربوط می‌شود.
تفاوت‌های ریخت‌شناسی بین گیاه‌پارچ پشمالو، گیاه‌پارچ مویچه و گیاه‌پارچ بزرگ‌هموند (اشتاینر، ۲۰۰۲ پس از کلارک، ۱۹۹۷)
| گیاه‌پارچ بزرگ‌هموند | گیاه‌پارچ پشمالو                                                                      | گیاه‌پارچ مویچه                                                  |
| --- | ------------------------------------------------------------------------------------ | --------------------------------------------------------------- |
| برگ‌های چارتی ≤۳۰ سانتی‌متر، مستطیل تا خطی                                                                                    | برگها به شکل کوره‌ای ≤۲۰ سانتی‌متر، کانالی-اسپاتولیک یا بیضی شکل                       | برگهای کوره‌ای بدون ≤۲۸ سانتی‌متر، مایل شکل- مستطیل               |
| راس حاد تا مات | راس حاد یا گرد                                                                       | راس تیز-فرج، اغلب نابرابر                                       |
| پایه به صورت یک دمبرگ بالدار ضعیف می‌شود، بالها به سمت قاعده بازتر می‌شوند، ساقه به اندازه نصف قطر آن بسته می‌شود، بدون جریان. | پایه ضعیف می‌شود، غلاف پهن و نیمه آمپلکسی شکل جانبی را تشکیل می‌دهد                    | پایه ضعیف، آمپلکسیکول و اغلب جریان بر روی میانگره است           |
| رگه‌های طولی: ۲–۳ در هر طرف                                                                                                  | رگه‌های طولی برجسته نیستند                                                            | رگه‌های طولی: ۳ در هر طرف                                        |
| پارچ‌های بالغ و ساقه بدون کرک، کوزه‌های جوان با موهای کوتاه و نازک                                                            | ساقه به‌طور متراکم با موهای بلند قهوه‌ای پوشیده شده است، نه مانند موهای گیاه‌پارچ مویچه | ساقه بسیار متراکم با موهای خاکستری ارغوانی مانند پوشیده شده است |

یان شلاور، آرایه‌شناس، در پایگاه داده گیاهان گوشت‌خوار خود، گیاه‌پارچ مویچه را مترادف گیاه‌پارچ پشمالو می‌داند.

## جوره‌های گونه
گیاه‌پارچ پشمالو جوره گلابراتا (1908)
گیاه‌پارچ پشمالو جوره گلابرسنس (1882)
گیاه‌پارچ پشمالو جوره گلابرسنس روبرا (۱۸۹۲)
گیاه‌پارچ پشمالو جوره تی‌وی‌پیکا (1908)

## دورگه‌های طبیعی
دورگه‌های طبیعی زیر شامل گیاه‌پارچ پشمالو ثبت شده است.
گیاه‌پارچ یقه‌سفید × گیاه‌پارچ پشمالو
گیاه‌پارچ قمقمه‌ای × گیاه‌پارچ پشمالو
گیاه‌پارچ پشمالو × گیاه‌پارچ لوئیای